# Depalpata pridgeoni
Depalpata pridgeoni là một loài bướm đêm trong họ Noctuidae.